# Запсельское
Запсельское (укр. Запсільське) — село,
Вельбовский сельский совет,
Гадячский район,
Полтавская область,
Украина.
Код КОАТУУ — 5320481702. Население по переписи 2001 года составляло 84 человека.

## Географическое положение
Село Запсельское находится в 2,5 км от левого берега реки Псёл.
На расстоянии до 1 км расположены сёла Сосновка и Вельбовка.
По селу протекает пересыхающий ручей с запрудой.
К селу примыкает небольшой лесной массив.

## История
- 1802 — дата основания.